# Mueller Othmár
Mueller Othmár (Budapest, 1932. március 15. – 2002. december 10.) magyar építészmérnök, az Igazságügyi Műszaki Szakértői Intézet igazgatója volt. A magyarországi robbantástechnika elismert szakértője, az Építéstudományi Egyesület Robbantástechnikai Szakosztályának vezetője volt. Több szakkönyve jelent meg a robbantástechnika témakörében.

## Munkássága
A Budapesti Műszaki Egyetemen (BME) szerzett építészmérnöki diplomát 1954-ben. 1959–61 között a BME-n gazdasági szakmérnöki, 1962–1965 között a Munkavédelmi Továbbképző Intézetben  munkavédelmi szakmérnöki tanulmányokat folytatott.
Pályafutása során egy 26 ezer dokumentumból álló robbantástechnikai gyűjtemény állított össze, melyet a Zrínyi Miklós Nemzetvédelmi Egyetemre hagyományozott. A gyűjteményt napjainkban az NKE-hez tartozó egyetem könyvtára gondozza.

## Díjai
- Alpár Ignác-emlékérem 1981